# Said Karimułła Chalili
Said Karimułła Chalili (ros. Саи́д Каримулла́ Халили́), także jako Karim Chalili (ros. Кари́м Халили́; ur. 2 września 1998 w miejscowości Siergijew Posad) – rosyjski biathlonista, brązowy medalista igrzysk olimpijskich i mistrzostw świata, mistrzostw świata juniorów oraz mistrzostw Europy w biathlonie.

## Kariera
Pierwszy raz na arenie międzynarodowej pojawił się w 2016 roku, startując na igrzyskach olimpijskich młodzieży w Lillehammer. Zdobył tam brązowy medal w biegu pościgowym, był szósty w sprincie i piąty w sztafecie. Podczas mistrzostw świata juniorów w Osrblie w 2017 roku był drugi w biegu indywidualnym i sztafecie. W tych samych konkurencjach był odpowiednio trzeci i pierwszy na mistrzostwach świata juniorów w Otepää rok później. Następnie wygrał w sztafecie i był drugi w sprincie na mistrzostwach świata juniorów w Osrblie w 2019 roku, a podczas mistrzostw świata juniorów w Lenzerheide rok później ponownie zwyciężył w sztafecie, a srebro zdobył w biegu pościgowym.
W zawodach Pucharu Świata zadebiutował 10 stycznia 2020 roku w Oberhofie, gdzie zajął 61. miejsce w sprincie. Pierwsze pucharowe punkty wywalczył 14 marca 2020 roku w Kontiolahti, zajmując w 25. miejsce w biegu pościgowym. Na podium zawodów tego cyklu po raz pierwszy stanął 20 stycznia 2022 roku w Rasen-Antholz, kończąc rywalizację w biegu indywidualnym na trzeciej pozycji. Wyprzedzili go jedynie jego rodak - Anton Babikow i Tarjei Bø z Norwegii.
Podczas mistrzostw świata w Pokljuce w 2021 roku wraz z kolegami z reprezentacji zdobył brązowy medal w sztafecie.

## Osiągnięcia

### Zimowe igrzyska olimpijskie
| Rok  | Miejscowość | Konkurencje | Konkurencje | Konkurencje | Konkurencje | Konkurencje | Konkurencje | Konkurencje |
| Rok  | Miejscowość | IN          | SP          | PU          | MS          | RL          | MR          | SR          |
| ---- | ----------- | ----------- | ----------- | ----------- | ----------- | ----------- | ----------- | ----------- |
| 2022 | Pekin       | 34.         | nd.         | nd.         | nd.         | 3.          | nd.         | nd.         |

### Mistrzostwa świata
| Rok  | Miejscowość | Konkurencje | Konkurencje | Konkurencje | Konkurencje | Konkurencje | Konkurencje | Konkurencje |
| Rok  | Miejscowość | IN          | SP          | PU          | MS          | RL          | MR          | SR          |
| ---- | ----------- | ----------- | ----------- | ----------- | ----------- | ----------- | ----------- | ----------- |
| 2021 | Pokljuka    | 6.          | 64.         | nd.         | 20.         | 3.          | nd.         | nd.         |

### Mistrzostwa świata juniorów
| Rok  | Miejscowość | Konkurencje | Konkurencje | Konkurencje | Konkurencje | Konkurencje | Konkurencje | Konkurencje |
| Rok  | Miejscowość | IN          | SP          | PU          | MS          | RL          | MR          | SR          |
| ---- | ----------- | ----------- | ----------- | ----------- | ----------- | ----------- | ----------- | ----------- |
| 2018 | Otepää      | 3.          | 27.         | 6.          | nd.         | 1.          | nd.         | nd.         |
| 2019 | Osrblie     | 34.         | 2.          | 4.          | nd.         | 1.          | nd.         | nd.         |
| 2020 | Lenzerheide | 33.         | 5.          | 2.          | nd.         | 1.          | nd.         | nd.         |

### Mistrzostwa Europy
| Rok  | Miejscowość    | Konkurencje | Konkurencje | Konkurencje | Konkurencje | Konkurencje | Konkurencje | Konkurencje |
| Rok  | Miejscowość    | IN          | SP          | PU          | MS          | RL          | MR          | SR          |
| ---- | -------------- | ----------- | ----------- | ----------- | ----------- | ----------- | ----------- | ----------- |
| 2020 | Raubiczy       | nd.         | 8.          | 6.          | nd.         | nd.         | 2.          | ?.          |
| 2021 | Duszniki-Zdrój | 3.          | 2.          | 16.         | nd.         | nd.         | 7.          | ?.          |

### Puchar Świata

#### Miejsca w klasyfikacji generalnej
| Sezon     | Miejsce |
| --------- | ------- |
| 2019/2020 | 77.     |
| 2020/2021 | 46.     |
| 2021/2022 | 30.     |

#### Miejsca na podium chronologicznie
| Lp. | Dzień       | Rok  | Miejscowość   | Konkurencja                | Lokata | Pudła   | Czas biegu | Strata | Zwycięzca     |
| --- | ----------- | ---- | ------------- | -------------------------- | ------ | ------- | ---------- | ------ | ------------- |
| 1.  | 20 stycznia | 2022 | Rasen-Antholz | Bieg indywidualny na 20 km | 3.     | 0+0+1+0 | 49:46,8    | +48,5  | Anton Babikow |